# 尼古拉斯·欧格纳

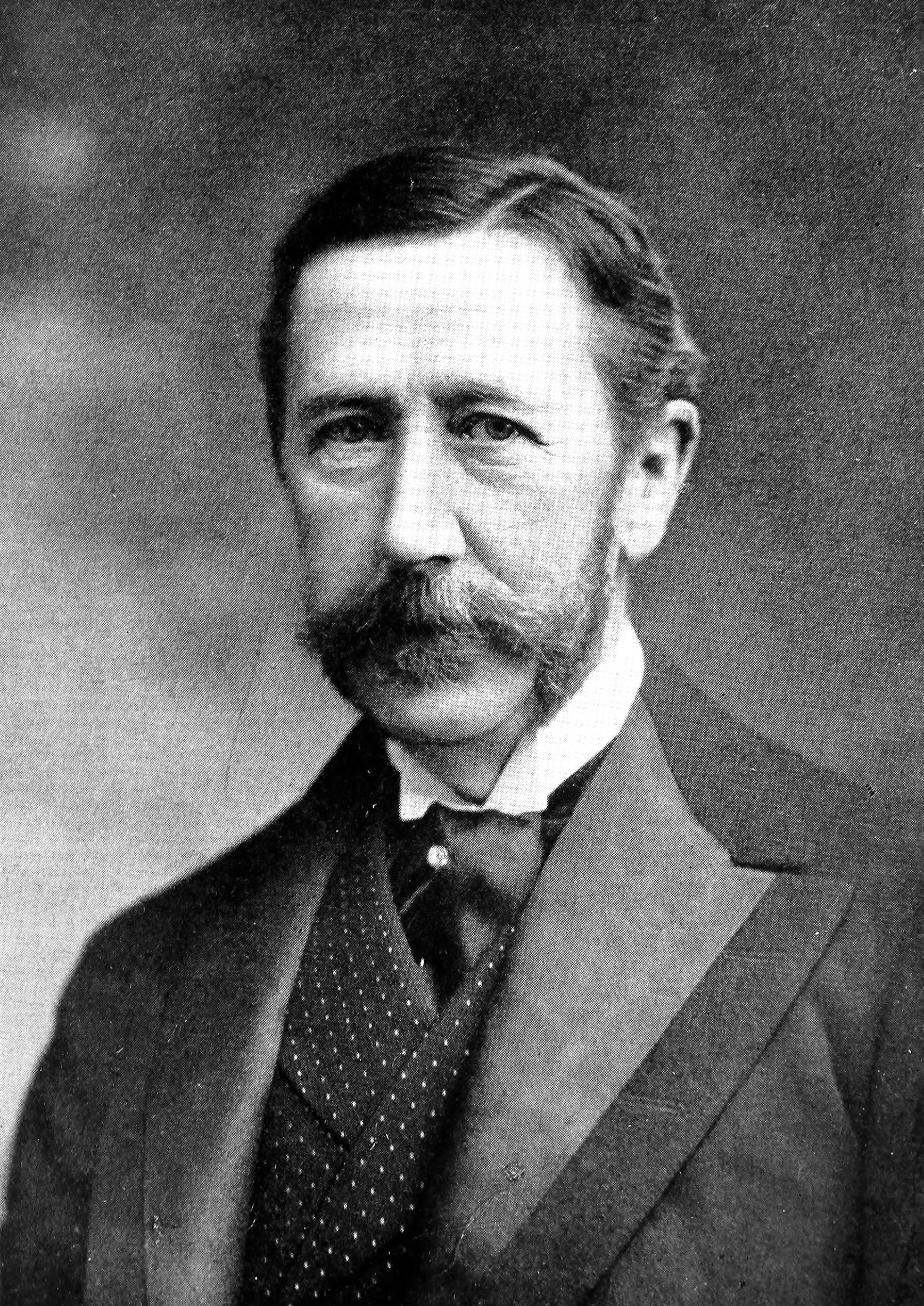
尼古拉斯·罗德里克·欧格纳

尼古拉斯·罗德里克·欧格纳（英語：Sir Nicholas Roderick O'Conor，1843年7月3日—1908年2月19日），是英国的外交官，曾担任驻清朝公使、驻奥斯曼公使、驻俄国公使。
欧格纳生于爱尔兰。1880年至1886年，任英国驻大清国使馆头等参赞，曾以头等参赞署理馆务。1892年至1895年任驻大清公使。为抵制俄罗斯帝国，维护英国在中国权益，在甲午中日战争爆发前，建议清廷抛开俄罗斯，直接与日本进行谈判。战争爆发后，为实现英国联合调停中日战争的建议而奔走。未果。1895年7月，俄罗斯帝国与清朝政府签订《四厘借款合同》，他为此至总理衙门反对，使清廷要求英国政府将他召回。后任驻俄公使。